# リチカム属
リチカム属（Lyticum）は真正細菌のプロテオバクテリア門アルファプロテオバクテリア綱リケッチア目エールリキア科の属の一つで、グラム陰性偏性細胞内共生桿菌ないし螺旋菌である。周鞭毛を有する。基準種はリティカム・フラジェラトゥム。名称は溶解者を意味する。GC含量は27から49。
ゾウリムシの細胞内に生息し、感受性の個体に感染すると溶菌毒素を生産して殺す。かつて、基準種のリティカム・フラジェラトゥムはλ粒子、リティカム・シヌオスムはσ粒子と呼ばれていた。